# Апнерка
Апне́рка (рос. Апнерка, чув. Упнер разъезчĕ) — селище у складі Вурнарського району Чувашії, Росія. Входить до складу Хірпосинського сільського поселення.
Населення — 2 особи (2010; 6 у 2002).
Національний склад:
- чуваші — 83 %